# Myriophyllum heterophyllum
Myriophyllum heterophyllum  es una especie de planta acuática de la familia Haloragaceae. Fue descripta inicialmente por André Michaux.

## Descripción
Myriophyllum heterophyllum es una planta popular en acuarios y estanques de jardín. La especie a menudo se identifica erróneamente o se pasa por alto debido a problemas en las predicciones de infestaciones y dispersión. A menudo se confunde con M. verticillatum en Europa o M. hippuroides, M. laxum o M. pinnatum en América del Norte debido a sus similitudes.

## Distribución
Myriophyllum heterophyllum es endémica del sector este de Estados Unidos. En Europa la planta se encuentra en  Austria, Bélgica, Alemania, España, Francia, Hungría y los Países Bajos. Se han reportado observaciones en el sector oeste de Estados Unidos y América Central.

### Especie invasora
En Europa la especie se ha naturalizado en los cuerpos de agua y amenaza la biodiversidad. Crece con rapidez y puede formar densas masas justo debajo de la superficie del agua, lo que reduce la disponibilidad de Oxígeno y luz solar. La Unión Europea considera que el riesgo de propagación de la especie en la UE es alto y como contramedida prohibió la venta de la especie dentro de la UE.